# コシャリ
コシャリ（アラビア語エジプト方言: كشرى, koshari [ˈkoʃæɾi], コシャリ、文語アラビア語：كشري, kusharī, クシャリー)とは、エジプトの料理の一つ。エジプトの国民食と評されている。

## 概要
米、マカロニやスパゲッティなどのパスタ、ヒヨコ豆、レンズ豆をミックスし、揚げた玉ねぎとトマトソースをかけた料理で、カルと呼ばれる酢と、シャッタと呼ばれる辛味ソースをかけて食べる。コシャリは上記で挙げた食材を中心とはするが、材料や分量や加工時間を変更し味の差別化を図るものであり、現地では同じ味は無いとまで言われるほど、単純かつ奥深い料理である。

## 歴史
コシャリはインドおよびイタリアの料理に由来するといわれている。第一次世界大戦中にエジプトに派遣されていたインド兵から伝播した料理に、カイロに駐留していたイタリア人がマカロニを加え、その料理が現在のコシャリへと進化したとされている。これに対し、コプト正教会において、修道士が斎（ものいみ、菜食期間）に食べていたものが起源となっているとする説も存在する。

## 日本での普及

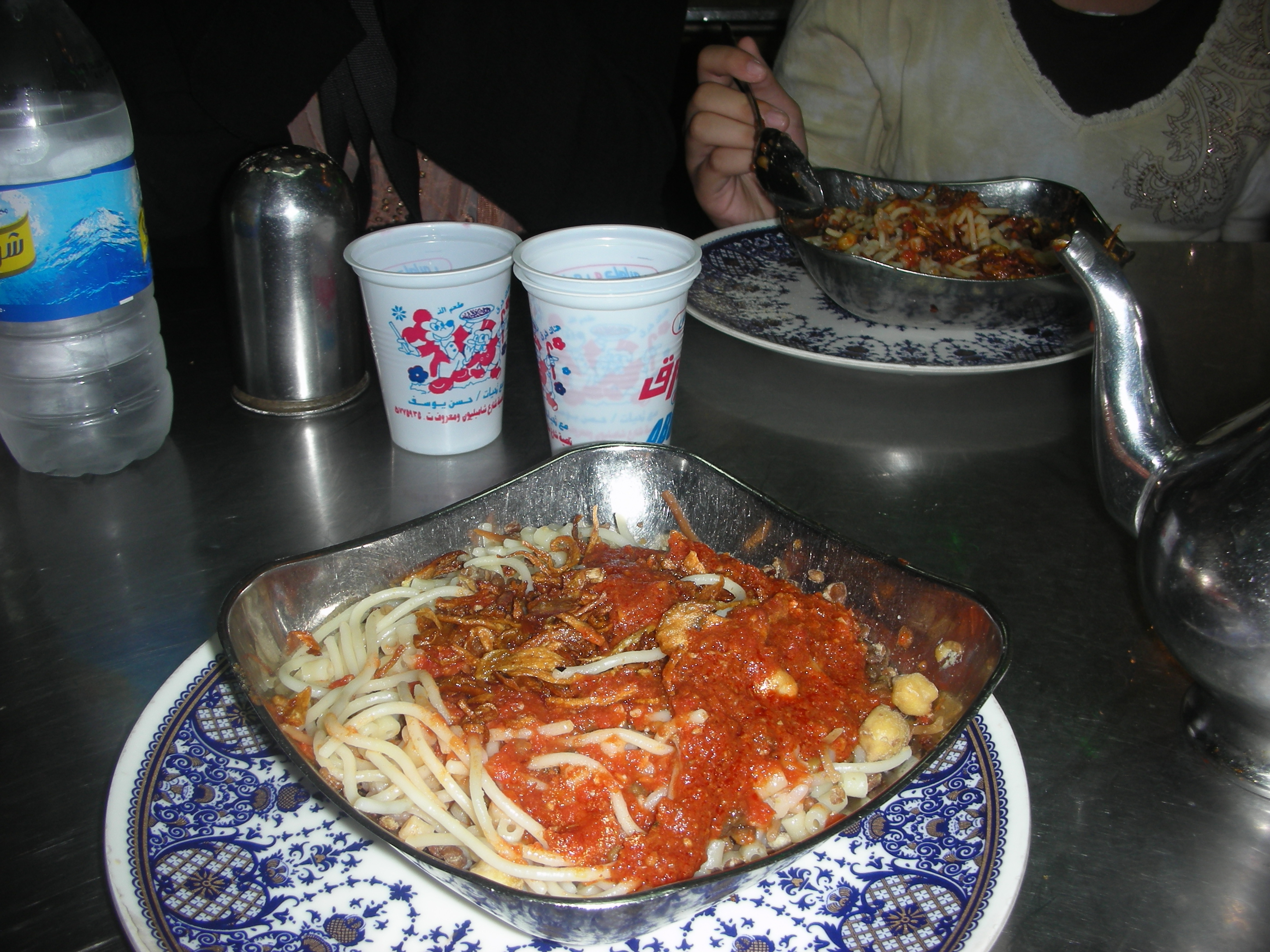
カイロのエジプト料理店で供されるコシャリ

日本国内ではエジプト料理レストラン、コシャリ専門の路面店、フードトラックなどで味わうことができる。